# Prospero hanburyi
Prospero hanburyi är en sparrisväxtart som först beskrevs av John Gilbert Baker, och fick sitt nu gällande namn av Franz Speta. Prospero hanburyi ingår i släktet Prospero och familjen sparrisväxter. Inga underarter finns listade i Catalogue of Life.